# Мігел Лопіш
Мігел Лопіш (порт. Miguel Lopes, нар. 19 грудня 1986, Лісабон) — португальський футболіст, правий захисник іспанської «Гранади» та, в минулому, національної збірної Португалії.

## Клубна кар'єра
Народився 19 грудня 1986 року в місті Лісабон. Вихованець юнацьких команд футбольних клубів «Орієнтал», «Оліваїш е Мошкавіде», «Алверка» та «Бенфіка».
У дорослому футболі дебютував 2005 року виступами за команду «Бенфіка» Б, в якій провів один сезон, взявши участь у 24 матчах чемпіонату. До основної команди «Бенфіки» пробитися не вдалося, натомість сезон 2006/07 молодий гравець відіграв за нижчолігову команду «Операріу душ Асореш».
Своєю грою за останню команду привернув увагу представників тренерського штабу клубу «Ріу-Аве», до складу якого приєднався 2007 року. Відіграв за клуб з Віла-ду-Конді наступні два сезони своєї ігрової кар'єри. Більшість часу, проведеного у складі «Ріу-Аве», був основним гравцем захисту команди.
2009 року уклав контракт з провідним клубом країни «Порту». До основного складу команди потрапляв нерегулярно і восени 2010 року до кінця сезону був відправлений в оренду до представника іспанської Сегунди клубу «Реал Бетіс». Граючи у складі севільської команди знову почав отримувати регулярну ігрову практику.
По завершенні терміну оренди влітку 2011 року повернувся до «Порту», в основній команді якого гравцеві місця не знайшлося і тому 2010 року футболіста було віддано в оренду в іспанський «Реал Бетіс», а на початку 2012 на умовах піврічної оренди в «Брагу». 
В січні 2013 року перейшов в «Спортінг», з яким підписав контрактна 5,5 років. В зворотньому напрямку відправився Марат Ізмайлов. Зігравши до кінця сезону за столичний клуб лише 14 матчів в чемпіонаті, влітку 7 липня 2013 року Лопес перейшов на правах оренди на сезон в французький «Ліон».

## Виступи за збірні
2004 року дебютував у складі юнацької збірної Португалії, взяв участь у 2 іграх на юнацькому рівні.
Протягом 2008–2010 років залучався до складу молодіжної збірної Португалії. На молодіжному рівні зіграв у 5 офіційних матчах.
2 червня 2012 року товариською грою проти збірної Туреччини дебютував в офіційних матчах у складі національної збірної Португалії. Був включений до складу команди для участі у фінальної частини чемпіонату Європи 2012 року, в рамках якої, втім, жодного разу на поле не вийшов.

## Статистика виступів

### Статистика клубних виступів
| Сезон               | Команда             | Чемпіонат           | Чемпіонат | Чемпіонат | Національний кубок | Національний кубок | Національний кубок | Континентальні кубки | Континентальні кубки | Континентальні кубки | Інші змагання | Інші змагання | Інші змагання | Усього | Усього |
| Сезон               | Команда             | Ліга                | Ігор      | Голів     | Ліга               | Ігор               | Голів              | Ліга                 | Ігор                 | Голів                | Ліга          | Ігор          | Голів         | Ігор   | Голів  |
| ------------------- | ------------------- | ------------------- | --------- | --------- | ------------------ | ------------------ | ------------------ | -------------------- | -------------------- | -------------------- | ------------- | ------------- | ------------- | ------ | ------ |
| 2005–06             | «Бенфіка» Б         | IID                 | 24        | 4         | -                  | -                  | -                  | -                    | -                    | -                    | -             | -             | -             | 24     | 4      |
| 2006–07             | «Операріу»          | IID                 | 21        | 7         | КП                 | 2                  | 0                  | -                    | -                    | -                    | -             | -             | -             | 23     | 7      |
| 2007–08             | «Ріу-Аве»           | ЛО                  | 24        | 2         | КП+КПЛ             | 3+1                | 0+0                | -                    | -                    | -                    | -             | -             | -             | 28     | 2      |
| 2008–09             | «Ріу-Аве»           | ПЛ                  | 26        | 0         | КП+КПЛ             | 0+3                | 0+0                | -                    | -                    | -                    | -             | -             | -             | 29     | 0      |
| Усього за «Ріу-Аве» | Усього за «Ріу-Аве» | Усього за «Ріу-Аве» | 50        | 2         |                    | 7                  | 0                  |                      |                      |                      |               |               |               | 57     | 2      |
| 2009–10             | «Порту»             | ПЛ                  | 12        | 0         | КП+КПЛ             | 2+5                | 0+0                | ЛЧ                   | 0                    | 0                    | СКП           | 0             | 0             | 19     | 0      |
| 2010                | «Порту»             | ПЛ                  | 0         | 0         | -                  | -                  | -                  | ЛЄ                   | 0                    | 0                    | СКП           | 1             | 0             | 1      | 0      |
| 2010-2011           | «Реал Бетіс»        | СД                  | 21        | 0         | КІ                 | 1                  | 0                  | -                    | -                    | -                    | -             | -             | -             | 22     | 0      |
| 2011-січ.2012       | «Порту»             | ПЛ                  | 0         | 0         | КП+КПЛ             | 0+0                | 0+0                | -                    | -                    | -                    | СКП+СУ        | 0+0           | 0+0           | 0      | 0      |
| 2012                | «Брага»             | ПЛ                  | 10        | 0         | КПЛ                | 2                  | 0                  | ЛЄ                   | 1                    | 0                    | -             | -             | -             | 13     | 0      |
| Усього за «Порту»   | Усього за «Порту»   | Усього за «Порту»   | 12        | 0         |                    | 7                  | 0                  |                      | 0                    | 0                    |               | 1             | 0             | 20     | 0      |
| Усього за кар'єру   | Усього за кар'єру   | Усього за кар'єру   | 138       | 13        |                    | 19                 | 0                  |                      | 1                    | 0                    |               | 1             | 0             | 159    | 13     |

### Статистика виступів за збірну
| Дата       | Місто   | Господарі  | Результат | Гості     | Турнір           | Голи | Примітки |
| ---------- | ------- | ---------- | --------- | --------- | ---------------- | ---- | -------- |
| 02/06/2012 | Лісабон | Португалія | 1 – 3     | Туреччина | товариський матч | -    | 86'      |
| Усього     |         | Матчів     | 1         |           | Голів            | 0    |          |

## Титули та досягнення
- Володар Кубка Португалії (2):

«Порту»: 2009-10
«Спортінг» (Лісабон): 2014-15
- Володар Суперкубка Португалії (4):

«Порту»: 2009, 2010, 2011, 2012
- Володар Кубка Туреччини (1):

«Акхісар Беледієспор»: 2017-18
- Володар Суперкубка Туреччини (1):

«Акхісар Беледієспор»: 2018